# De Avond van de Filmmuziek
De Avond van de Filmmuziek is een jaarlijks terugkerend muziekgala dat in het teken staat van de filmmuziek en georganiseerd wordt door de stichting N.U.N.C. (Netwerken, Uitgaan, Nieuwe Cultuur) in samenwerking met PilotStudio. Het is het grootste muziekevenement in dit genre in Nederland, waarin de bekendste soundtracks uit films live worden gespeeld door een symfonieorkest. De samenstelling van de muziek bestaat voornamelijk uit succesvolle films uit de geschiedenis van onder meer de componisten John Williams en Hans Zimmer. De registratie van de concerten wordt uitgezonden door BNNVARA.

## De Avond van de Filmmuziek 2014
Dit evenement vond voor het eerst plaats op 20 maart 2014 in het Koninklijk Concertgebouw in Amsterdam. In de eerste editie werd de muziek uitgevoerd door het Holland Symfonia onder leiding van de Amerikaans dirigent Charles Floyd en met de Nederlandse harpiste Lavinia Meijer. De inleiding van de nummers zijn gepresenteerd door Ruben Nicolai. Gasten die hun favoriete filmmuziek aankondigde waren de cabaretier Jan Jaap van der Wal, zangeres Wende Snijders, schaatser Stefan Groothuis, filmregisseur Joram Lürsen en internetdeskundige Alexander Klöpping. De registratie van het concert werd uitgezonden door de VARA op 28 maart 2014 op Nederland 1.

### Lijst van de filmmuziek
- Out of Africa (van John Barry)
- Le Fabuleux Destin d'Amélie Poulain (van Yann Tiersen)
- Intouchables (van Ludovico Einaudi)
- Soldaat van Oranje (van Rogier van Otterloo)
- Forrest Gump (van Alan Silvestri)
- Apocalypse Now ("Walkürenritt" van Richard Wagner)
- A Single Man (van Abel Korzeniowski)
- Gladiator (van Hans Zimmer)
- Amarcord (van Nino Rota)
- Basic Instinct (van Jerry Goldsmith)
- Schindler's List (van John Williams)
- Pirates of the Caribbean: The Curse of the Black Pearl (van Klaus Badelt en Hans Zimmer)
- Star Wars: Episode IV: A New Hope (van John Williams)
- The Godfather (van Nino Rota)
- Indiana Jones and the Raiders of the Lost Ark (van John Williams)

## De Avond van de Filmmuziek 2015
In deze tweede editie werd in het Koninklijk Concertgebouw de filmmuziek uitgevoerd door het Metropole Orkest en wederom gedirigeerd door Charles Floyd. De solisten waren de Nederlandse violiste Lisa Jacobs, mondharmonicaspeler Tim Welvaars en tenorsaxofonist Leo Janssen. Gasten die tijdens het concert hun favoriete filmmuziek aankondigde waren de acteur Derek de Lint, filmregisseur Tim Oliehoek, atlete Marlou van Rhijn en actrice Hanna Verboom. De presentatie was weer van Ruben Nicolai en vond plaats op de dagen 12 en 13 maart 2015. De registratie van het concert werd uitgezonden door BNN op 27 maart 2015 op NPO 1.

### Lijst van de filmmuziek
- 2001: A Space Odyssey ("Also sprach Zarathustra" van Richard Strauss)
- James Bond Theme (van Monty Norman en John Barry)
- American Beauty (van Thomas Newman)
- Jules et Jim / La meglio gioventù (van Georges Delerue)
- Rogier van Otterloo medley: Turks fruit, Keetje Tippel, Soldaat van Oranje (van Rogier van Otterloo)
- A Single Man (van Abel Korzeniowski)
- Cinema Paradiso (van Ennio Morricone)
- The Untouchables (van Ennio Morricone)
- The Dark Knight-trilogie: The Dark Knight (van Hans Zimmer)
- The Pink Panther (van Henry Mancini)
- La grande bellezza (van Lele Marchitelli)
- Chinatown (van Jerry Goldsmith)
- Sophie's Choice (van Marvin Hamlisch)
- Game of Thrones (van Ramin Djawadi)
- Friday the 13th (van Harry Manfredini)
- Süskind (van Bob Zimmerman en Nando Eweg)
- De Nieuwe Wildernis (van Bob Zimmerman)
- E.T. the Extra-Terrestrial (van John Williams)

## De Avond van de Filmmuziek 2016
Op 3 en 4 maart 2016 was in het Koninklijk Concertgebouw de derde editie van De Avond van de Filmmuziek, uitgevoerd door het Metropole Orkest onder leiding van de Amerikaans dirigent Vince Mendoza. Presentatie was in handen van Eric Corton. Gasten die hun favoriete filmmuziek aankondigde waren filmcriticus René Mioch, actrice Yootha Wong-Loi-Sing, filmregisseur Adil El Arbi, acteur Géza Weisz, programmamaker Sander van de Pavert en presentatrice Eva Jinek. De mezzosopraan Tania Kross zong in de filmmuziek van Holland: Natuur in de Delta net als in de originele versie van de documentaire. De registratie van het concert werd in twee delen uitgezonden door BNN op 6 en 13 maart 2016 op NPO 1.

### Lijst van de filmmuziek
- 2001: A Space Odyssey ("Also sprach Zarathustra" van Richard Strauss)
- The Godfather ("Main Title" van Nino Rota)
- Love Actually ("Glasgow Love Theme" van Craig Armstrong)
- Merry Christmas, Mr. Lawrence ("Merry Christmas, Mr. Lawrence" / "Forbidden Colours" van Ryuichi Sakamoto)
- Dancer in the Dark ("Overture" van Björk)
- Downton Abbey ("The Suite" van John Lunn)
- Twilight ("Bella's Lullaby" van Carter Burwell)
- Spectre ("Los muertos vivas estan" van Thomas Newman)
- Holland: Natuur in de Delta ("The Delta Finale" van Bob Zimmerman)
- The Hateful Eight ("Overture" & "L'ultima diligenzia di Red Rock" van Ennio Morricone)
- Gladiator ("Suite" van Hans Zimmer)

Deel 2: Ode aan John Williams.
- Jurassic Park ("Theme from Jurassic Park" van John Williams)
- Saving Private Ryan ("Omaha Beach" van John Williams)
- Catch Me If You Can (van John Williams)
- Star Wars: Episode V: The Empire Strikes Back ("The Imperial March" van John Williams)
- Star Wars: Episode VII: The Force Awakens (van John Williams)
- Star Wars: Episode IV: A New Hope ("Main Title" van John Williams)

## De Avond van de Filmmuziek 2017
Op 22, 23 en 24 februari 2017 was in het Koninklijk Concertgebouw de vierde editie van De Avond van de Filmmuziek, uitgevoerd door het Metropole Orkest  onder leiding van Vincent de Kort. De presentatie was in handen van Jan Versteegh en met gastpresentatie van de Brits contrabassist Dominic Seldis. In de "Toots Thielemans medley" spelen de solisten Hermine Deurloo (mondharmonica), Geert Chatrou (kunstfluiten) en Peter Tiehuis (gitaar). In de muziek van A Beautiful Mind zingt sopraan Noortje Herlaar. De pianist Mike Boddé speelt in Betty Blue en Love Actually en de Saxofonist Marc Scholten in The Talented Mr. Ripley. De registratie van het concert werd in twee delen uitgezonden door BNN op 26 maart en 2 april 2017 op NPO 1.

### Lijst van de filmmuziek
- 2001: A Space Odyssey ("Also sprach Zarathustra" van Richard Strauss)
- The Holiday ("Maestro" van Hans Zimmer)
- Elle ("Suite" van Anne Dudley)
- Toots Thielemans medley: Midnight Cowboy, Dat mistige rooie beest, Turks fruit en Baantjer
- Jaws ("Main Title (Theme From 'Jaws')" van John Williams)
- A Beautiful Mind ("A Kaleidoscope of Mathematics" van James Horner)
- Betty Blue ("Le petit Nicolas" van Gabriel Yared)
- The Talented Mr. Ripley ("Promise" van Gabriel Yared)
- The Mission ("Gabriel's Oboe" van Ennio Morricone)

Deel 2:
- Publieke Werken ("Victoria Hotel" van Merlijn Snitker)
- Requiem for a Dream ("Lux Aeterna" van Clint Mansell)
- Once Upon a Time in the West ("Man with the Harmonica" van Ennio Morricone)
- Brimstone ("Genesis" van Junkie XL)
- Love Actually ("Suite" van Craig Armstrong)
- Schindler's List ("Theme from Schindler's List" van John Williams)
- James Bond Theme (van Monty Norman en John Barry)
- Pirates of the Caribbean: The Curse of the Black Pearl ("Suite" van Klaus Badelt en Hans Zimmer)
- Harry Potter and the Philosopher's Stone ("Hedwig's Theme" van John Williams)
- Edward Scissorhands ("Ice Dance" van Danny Elfman)

## De Avond van de Filmmuziek 2018
Op 27 en 28 februari en 1 maart 2018 was in het Koninklijk Concertgebouw de vijfde editie van De Avond van de Filmmuziek, uitgevoerd door het Metropole Orkest onder leiding van Vincent de Kort en Het Nederlands Concertkoor onder leiding van Louis Buskens. De inleiding van de nummers werd gepresenteerd door Jan Versteegh met co-presentator Dominic Seldis. De solisten waren pianiste Iris Hond (bij de nummers "Una Mattina" en "Fly" uit Intouchables), zangeres Ellen ten Damme (bij het nummer "Wise Up" uit Magnolia) en violiste Diamanda Dramm (bij het nummer "The Middle of the World" uit Moonlight). Daarnaast waren Versteegh en Ten Damme ook de vocalisten bij het nummer "City of Stars" uit La La Land. De registratie van het concert werd door BNNVARA in twee delen uitgezonden op 11 en 25 maart 2018 op NPO 1.

### Lijst van de filmmuziek
- 2001: A Space Odyssey ("Also sprach Zarathustra" van Richard Strauss)
- The Theory of Everything ("Arrival of the Birds" van The Cinematic Orchestra)
- Up ("Carl Goes Up" & "Married Life" van Michael Giacchino)
- Zwartboek ("The Endless River" van Anne Dudley)
- Intouchables ("Una Mattina" & "Fly" van Ludovico Einaudi)
- Interstellar ("Suite" van Hans Zimmer)
- The Matrix Revolutions ("Navras" van Don Davis en Juno Reactor)
- Magnolia ("Showtime" & "Wise Up" van Jon Brion)
- Forrest Gump ("Suite" van Alan Silvestri)
- 1492: Conquest of Paradise ("Conquest of Paradise" van Vangelis)

Deel 2:
- La La Land ("Planetarium" van Justin Hurwitz)
- The Imitation Game ("Suite" van Alexandre Desplat)
- Elizabeth: The Golden Age ("Storm" van Craig Armstrong en A.R. Rahman)
- Revolutionary Road ("End Title" van Thomas Newman)
- Spider-Man: Homecoming ("Suite" van Michael Giacchino)
- Moonlight ("The Middle of the World" van Nicholas Britell)
- The Last of the Mohicans ("O Fortuna" (Carmina Burana) van Carl Orff)
- Star Wars: Episode VIII: The Last Jedi ("Main Theme" van John Williams)
- La La Land ("City of Stars" van Justin Hurwitz)
- Raiders of the Lost Ark ("Raider's March" van John Williams)

## De Avond van de Filmmuziek 2019
Op 29 maart 2019 was in de Ziggo Dome de zesde editie van De Avond van de Filmmuziek, die als lustrum jubileum werd gevierd en werd uitgevoerd door het Metropole Orkest onder leiding van Jules Buckley en het Groot Omroepkoor. De presentatie was in handen van Peter Pannekoek met Dominic Seldis als co-presentator. De solisten waren harpiste Lavinia Meijer bij Intouchables, zangeres Noortje Herlaar bij A Star Is Born, violiste Noa Wildschut bij Schindler's List, zangeres Trijntje Oosterhuis bij Titanic, Zanger Roel van Velzen bij Bohemian Rhapsody en Daniël Boissevain en Frank Lammers als act bij The Blues Brothers. De registratie van het concert werd door BNNVARA in twee delen uitgezonden op 7 april en 21 april 2019 op NPO 1.

### Lijst van de filmmuziek
- 2001: A Space Odyssey ("Also sprach Zarathustra" van Richard Strauss)
- Rocky ("Gonna Fly Now (Theme from Rocky)" van Bill Conti)
- Le Fabuleux Destin d'Amélie Poulain ("La valse d'Amélie" van Yann Tiersen)
- Soldaat van Oranje (van Rogier van Otterloo)
- John Williams medley:
  - Superman
  - Indiana Jones and the Raiders of the Lost Ark
  - E.T. the Extra-Terrestrial
  - Jurassic Park
- Jackass: The Movie ("O Fortuna" (Camina Burana) van Carl Orff)
- Intouchables ("Una Mattina" & "Fly" van Ludovico Einaudi)
- A Star Is Born ("I Will Never Love Again" van Lady Gaga, geschreven door Lady Gaga, Natalie Hemby, Hillary Lindsey en Aaron Raitiere)
- Gladiator ("The Might of Rome" & "Barbarian Horde" van Hans Zimmer)

Deel 2:
- James Bond Theme (van Monty Norman & John Barry)
- Game of Thrones ("Main Title" van Ramin Djawadi)
- The Incredibles (van Michael Giacchino)
- Schindler's List ("Theme from Schindler's List" van John Williams)
- Requiem for a Dream ("Lux Aeterna" van Clint Mansell)
- Titanic ("My Heart Will Go On" van Céline Dion, geschreven door James Horner en Will Jennings)
- Bohemian Rhapsody ("Bohemian Rhapsody" van Queen, geschreven door Freddie Mercury)
- Pirates of the Caribbean (van Klaus Badelt & Hans Zimmer)
- Star Wars ("The Imperial March", "Duel of the Fates" en "Main Title" van John Williams)
- The Blues Brothers ("Everybody Needs Somebody to Love" van The Blues Brothers, geschreven door Solomon Burke, Jerry Wexler en Bert Berns)

## De Avond van de Filmmuziek 2020 en 2021 geannuleerd
De zevende editie van De Avond van de Filmmuziek stond oorspronkelijk gepland op 9 oktober 2020 in de Ziggo Dome. Vanwege het coronavirus werd het concert verplaatst naar een later tijdstip. Een nieuwe datum stond gepland op 19 en 20 november 2021 in de Ziggo Dome, maar werd op 12 november 2021 wederom geannuleerd door nieuwe coronamaatregelen en verplaatst naar een later tijdstip.

## De Avond van de Filmmuziek 2022
Op 18, 19 en 20 november 2022 was in de Ziggo Dome de zevende editie van De Avond van de Filmmuziek, die werd uitgevoerd door het Metropole Orkest onder leiding van Jules Buckley en het Nederlandse Concert Koor. De presentatie was in handen van Dominic Seldis. De solisten waren mondharmonicaspeelster Hermine Deurloo, kunstfluitster Ayna Ziordia, pianiste Iris Hond en glasorgelist Rogier Kappers. De zang was van Tania Kross, Ellen ten Damme, Lakshmi en Waylon. De zang bij The Lion King werd gezongen door de originele zanger van The Lion King-filmmuziek: Lebo M.

### Lijst van de filmmuziek
- Tenet ("747" van Ludwig Göransson)
- 2001: A Space Odyssey ("Also sprach Zarathustra" van Richard Strauss)
- The Theory of Everything ("Arrival of the Birds" van The Cinematic Orchestra)
- Harry Potter and the Philosopher's Stone ("Hedwig's Theme" van John Williams)
- Ennio Morricone tribute:
  - The Good, the Bad and the Ugly ("The Good, the Bad and the Ugly (main title)" en "The Ecstasy of Gold")
  - Once Upon a Time in the West ("Man with a Harmonica" en "Once Upon a Time in the West")
- The Holiday ("Maestro" van Hans Zimmer)
- 1917 ("The Night Window" van Thomas Newman)
- Nomadland ("Oltremare" van Ludovico Einaudi)
- Intouchables ("Fly" van Ludovico Einaudi)
- Star Wars: Episode IV: A New Hope ("Main Title" van John Williams)
- Mission: Impossible – Fallout ("Mission: Accomplished" van Lorne Balfe (bevat een interpolatie van "Theme from Mission: Impossible" van Lalo Schifrin))
- The Shape of Water ("The Shape of Water" van Alexandre Desplat)
- Avengers: Endgame ("Portals" van Alan Silvestri)
- The Lion King ("Circle of Life / Nants' Ingonyama" van Elton John, Tim Rice en Hans Zimmer / "Lea Halalela" van Hans Zimmer en Lebo M / "King of the Pride Rock" van Hans Zimmer)
- The Matrix Revolutions ("Navras" van Juno Reactor en Don Davis)
- Basic Instinct ("Main Title (Theme from Basic Instinct)" van Jerry Goldsmith)
- James Bond 60 jaar:
  - No Time to Die ("No Time to Die" van Billie Eilish, mede geschreven door Finneas O'Connell)
  - Skyfall ("Skyfall" van Adele, mede geschreven door Paul Epworth)
  - A View to a Kill ("A View to a Kill" van Duran Duran , mede geschreven door John Barry)
  - Goldfinger ("Goldfinger" van Shirley Bassey, geschreven door John Barry, Leslie Bricusse en Anthony Newley)
  - Live and Let Die ("Live and Let Die" van Paul McCartney & Wings, geschreven door Paul McCartney en Linda McCartney)
- Raiders of the Lost Ark ("Raider's March" van John Williams)

## De Avond van de Filmmuziek 2023
Op 17, 18 en 19 november 2023 was in de Ziggo Dome de achtste editie van De Avond van de Filmmuziek, die werd uitgevoerd door het Metropole Orkest onder leiding van Jules Buckley en het Groot Omroepkoor. De presentatie was in handen van Dominic Seldis. De solisten waren Lakshmi, Iris Hond, Charlotte Spruit, Gaia Aikman, Jonas Pap, Steve Stevens, Koor van De Nationale Opera, Josephina Hoogstad, Alain Clark, Channah Hewitt, Gonzalo Campos, Esmée Dekker, Nandi van Beurden, Sanne den Beste en Tristan van der Lingen.

### Lijst van de filmmuziek
- Barbie (“Creation of Barbie” (omvat "Also sprach Zarathustra" van Richard Strauss) en “Pink” van Mark Ronson en Andrew Wyatt)
- Dances with Wolves (“John Dunbar Theme” van John Barry
- The Hunger Games (“Main Theme” van James Newton Howard)
- The Hunger Games: Mockingjay - Part 1 (“The Hanging Tree” van James Newton Howard)
- Raiders of the Lost Ark (“Raiders March” van John Williams)
- Merry Christmas, Mr. Lawrence (van Ryuichi Sakamoto)
- Interstellar (van Hans Zimmer)
- The Da Vinci Code ("Chevaliers de Sangreal" van Hans Zimmer)
- A Single Man (“Stillness of the Mind” van Abel Korzeniowski)
- Psycho (“Prelude” van Bernard Herrmann)
- Taxi Driver (“Main Title” van Bernard Herrmann)
- Kill Bill Vol.1 (“Twisted Nerve” van Bernard Herrmann)
- The Lord of the Rings (“The Black Rider” en “The Bridge of Khazad Dum” van Howard Shore)
- Top Gun (“Top Gun Anthem” van Harold Faltermeyer)
- Love Actually (“Love Theme” van Craig Armstrong)

- La grande bellezza (“I Lie” van David Lang)
- La grande bellezza (“Dies Irae” van Zbigniew Preisner)
- Cinema Paradiso (“Love Theme” van Ennio Morricone)
- A Star Is Born ("Shallow" van Lady Gaga, Andrew Wyatt, Anthony Rossomando en Mark Ronson)
- Oppenheimer ("Can You Hear the Music" van Ludwig Göransson)
- The Batman (“Can’t Fight City Halloween” en “Sonate in Darkness” van Michael Giacchino)
- Avatar: The Way of Water (“Leaving Home” van Simon Franglen)
- Avatar (“War” van James Horner)
- The Shawshank Redemption (“Stoic Theme” van Thomas Newman)
- Pirates of the Caribbean: The Curse of the Black Pearl (Suite van Klaus Badelt)
- Barbie ("What Was I Made For?" van Billie Eilish en Finneas O'Connell)
- Barbie (“I am Just Ken” van Mark Ronson en Andrew Wyatt)
- La grande bellezza (“Far L’Amore” van Bob Sinclar)

## De Avond van de Filmmuziek 2024
Op 14, 15, 16 en 17 november 2024 was de Ziggo Dome de negende editie van De Avond van de Filmmuziek (10 jarig jubileum), die werd uitgevoerd door het Metropole Orkest onder leiding van Jules Buckley en het Nederlands Concertkoor. De presentatie was in handen van Dominic Seldis en Ruben Nicolai. De solisten waren Anna Lapwood, Christian Farla, Gregoire Maret, Lakshmi, Lavina Meijer, Maria Fiselier en Romain Collin.

### Lijst van de filmmuziek
- 2001: A Space Odyssey ("Also sprach Zarathustra" van Richard Strauss)
- Forrest Gump ("Suite from Forrest Gump" van Alan Silvestri)
- Le Fabuleux Destin d'Amélie Poulain ("Comptine d'un autre été: L'après-midi" en "La valse d'Amélie" van Yann Tiersen)
- Turks fruit ("Turks fruit" van Rogier van Otterloo)
- Soldaat van Oranje ("Soldaat van Oranje" van Rogier van Otterloo)
- The Godfather ("Main Title (The Godfather Waltz)" en 	"Love Theme from The Godfather" van Nino Rota)
- Gladiator ("The Might of Rome", "Barbarian Horde" en "Now We Are Free" van Hans Zimmer)
- Game of Thrones ("Main Title" van Ramin Djawadi)
- Once Upon a Time in the West ("Man with a Harmonica" en "Once Upon a Time in the West" van Ennio Morricone)
- Pirates of the Caribbean: The Curse of the Black Pearl ("The Black Pearl" en "He's a Pirate" van Klaus Badelt en Hans Zimmer)
- Jurassic Park ("Theme from Jurassic Park" van John Williams)

- The Matrix Revolutions ("Navras" van Don Davis en Juno Reactor)
- Intouchables ("Una Mattina" van Ludovico Einaudi)
- The Theory of Everything ("Domestic Pressures" van Jóhann Jóhannsson en "Arrival of the Birds" van The Cinematic Orchestra)
- De wilde Noordzee (van Sven Figee)[15]
- 1492: Conquest of Paradise ("Conquest of Paradise" van Vangelis)
- Harry Potter and the Philosopher's Stone ("Hedwig's Theme" van John Williams)
- The Lord of the Rings: The Fellowship of the Ring ("May It Be" van Enya en "Suite" van Howard Shore)
- Schindler's List ("Theme from Schindler's List" van John Williams)
- Dr. No ("James Bond Theme" van Monty Norman en John Barry)
- Inception ("Time" van Hans Zimmer)
- Interstellar ("Suite" van Hans Zimmer)
- Star Wars: Episode IV: A New Hope ("Main Title" van John Williams)
- The Wiz ("A Brand New Day" van Luther Vandross)